# Trustedsource
TrustedSource（トラステッドソース）は、アメリカのサイファトラスト社が開発し、現在はマカフィーが所有しているインターネットレピュテーションシステムである。インターネット上のさまざまなアイデンティティ（コンピュータの IP アドレス、URL、ドメイン、メールや Web サイトのコンテンツ）に対し、レピュテーションスコアを付与する。
TrustedSource のエコシステムによって収集されたレピュテーションデータは、 TrustedSource.org で確認できる。

## 概要
TrustedSource は、世界中に設置されたマカフィーのセキュリティアプライアンスやサービスからリアルタイムに電子メール、Web およびネットワークのデータフローを取得し、解析する。これに加え、F5 Networkds などのパートナーからのトラフィックデータも活用する。これらのデータストリームは、サポートベクターマシンや ランダムフォレスト、tf-idf識別子などのデータマイニングおよび解析技術を使って処理され、各アイデンティティ毎にトラフィックの悪性度およびセキュリティリスクを計算し、コンテンツの分類を行う。
これらの解析から得られた数値スコアは、TrustesSource から個々のアプライアンスやサービスにフィードバックされる。個々のアプライアンスやサービスは、このスコアをローカルのフィルタリングポリシーと組み合わせ、アイデンティティごとのトラフィックの危険度を評価し、そのトラフィックを許可するか拒否（遮断）するかを判断する。
TrustedSource のようなインターネットレピュテーションシステムは、電子メールや Web、その他のプロトコルを介して行われるネットワーク上の攻撃を効果的に防御できる。これは、リアルタイムに世界規模のセンサーから送られてくる攻撃のパターンと高度な行動分析により、可能になる。解析を集中化することにより、各デバイスの処理能力を浪費することがない。これらのシステムは、無名のストームワームのようなボットネットの監視や追跡にも有効である。